# قرة أغل
قرة أغل (بالفارسية: قره‌اغل) هي قرية تقع في أذربيجان الغربية في إيران. يقدر عدد سكانها بـ 144 نسمة بحسب إحصاء 2016.